# Majthényi Flóra
Kesselőkeői Majthényi Flóra (Novák, 1837. július 28. – Budapest, 1915. május 18.) költő, Tóth Kálmán költő felesége, akitől később elvált. Kiváló zenetehetség, több zeneszerzeménye is fennmaradt.

## Élete
Flóra édesanyja a Városligeti tavon található Páva-szigetet bérelte ki Ifjú korában. Szemere Pál költő volt az irodalmi mentora. Első verseit Madách Imre öcsséhez Madách Pálhoz írta tizenkét évesen, de miután szerelme tüdőgyulladásban meghalt ez a plátói szerelem végigkísérte Flóra életét. Az 1850-es évek elején tűnt fel Pesten költeményeivel. Barátnője volt Ferenczy Teréznek, akit halálakor meg is énekelt. 1856-ban férjhez ment Tóth Kálmán költőhöz, akitől tizenkét év után, 1868-ban elvált. Házasságukból született Tóth Béla újságíró és filológus, a későbbi neves publicista és anekdotagyűjtő.
1886-tól Spanyolországban, Sevillában tartózkodott, majd Algírban élt. 1907-ben tudta meg fia halálhírét. Hetvenhárom éves korában, 1908-ban tért vissza Budapestre a rokonságától örökölt császárfürdői lakásába, ahol nem maradt mellette senki, aki támogatta volna. Megbetegedett és kényszerképzetek hatása alá került, azt hitte, ha megfürdik, meghal, így elmegyógyintézetbe került. 1915-ben a lipótmezei Országos Elme- és Ideggyógyintézetben halt meg, a Farkasréti temetőben helyezték örök nyugalomra.

## Munkássága

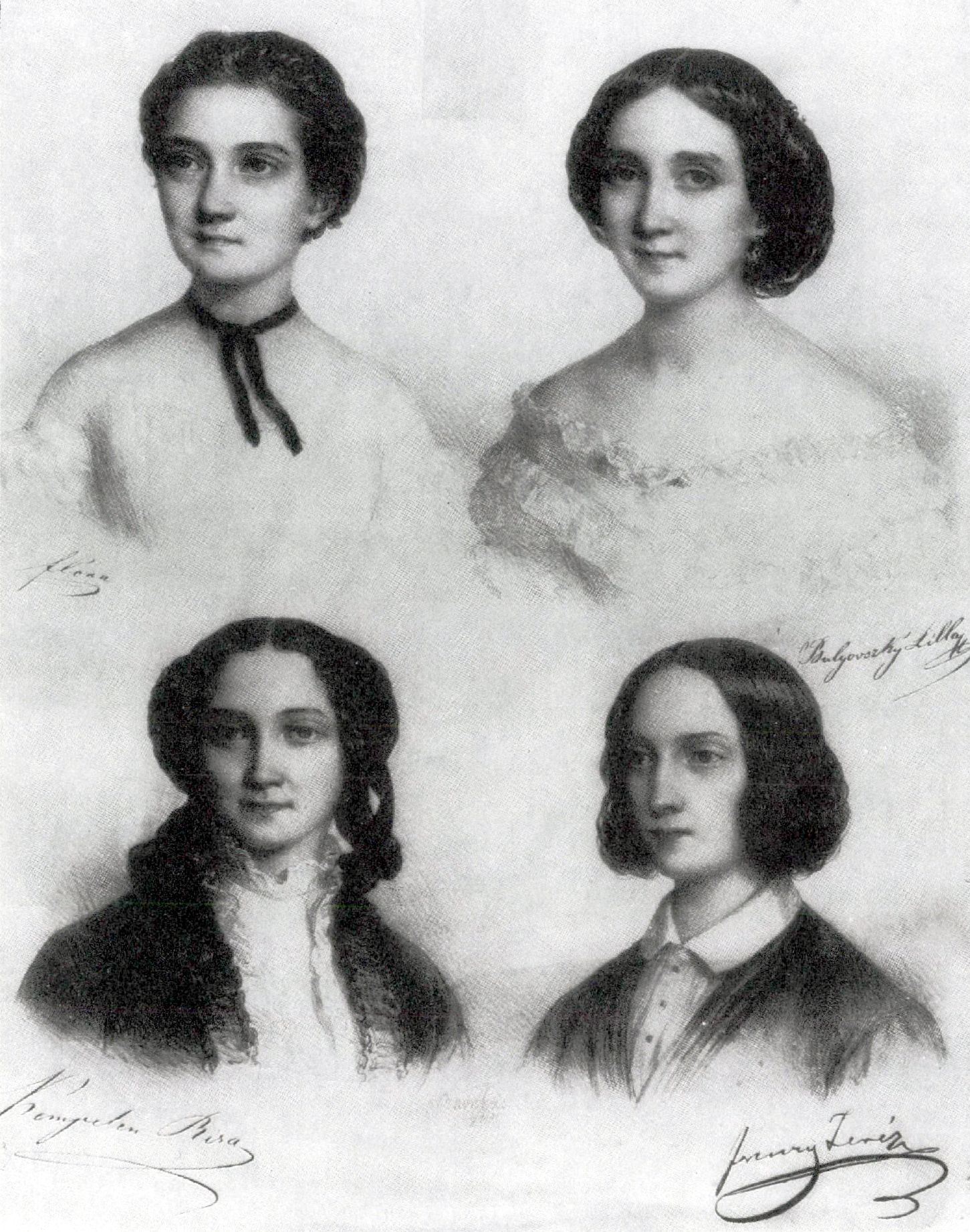
Majthényi Flóra arcképe balra fent a Hölgyfutár 1855-ben megjelent arcképalbumában, Bulyovszkyné Szilágyi Lilla, Kempelen Riza és Ferenczy Teréz társaságában (Barabás Miklós rajza)

RÓZSÁMRA.
O nézd, miként remeg

Az ifju rózsaszál:

A harmatos levé!

Nyugtára nem talál!
Talán örvend szegény,

Hogy létre ébredett ?

Vagy bújában remeg

A kurta lét felett?!
FLORA.
Költeményei, melyeket Flóra név alatt írt a következő lapokban és évkönyvekben jelentek meg: Hölgyfutár (1851–1862), Családi Lapok (1852), Délibáb (1853–54), Szikszói Enyhlapok (1853), Divatcsarnok (1853–56), Szépirodalmi Album (1856), Gyulai Árvizkönyv (1856), Erdélyi Muzeum (1857), M. Néplap (1857), Nővilág (1857–1859), M. Posta (1857), Szépirodalmi Közlöny (1857–58), Remény (1858), Csokonai Album (1861), Anyák Hetilapja (1861), Részvét Könyve (1863), Alföldiek Segély-Albuma (1864), Fővárosi Lapok (1864-65), Zilahy Károly, Hölgyek Lantja (Pest, 1865. 12 költemény), Vasárnapi Ujság (1878. 3. sz. Szerelem c. költ. felolv. a Kisfaludy Társaság 1873. december 27. gyűlésén), Petőfi-Társaság Lapja (1878), Koszorú (1879–81), Ország-Világ (1880, Virágrege), Képes Családi Lapok (1890), Ungarische Lyriker (Lipcse, 1874).
Elbeszélései, cikkei és levelei: Családi Lapok (1856. A felebaráti szeretet műve: Sienai szent Katalin életéből németből, 1857. Fülemile három jó tanítása, mese Schön Bruno után), Hölgyfutár (1860. Emlékezés a rudnói lelkészre, úti naplómból), Pesti Napló (1871. 180. sz. A szent Bernát hegyen, 1879. 262. szám, Madách szülőháza és végső nyughelye, 1880. 221. sz. Emlékezés Ferenczy Terézre), Koszorú (1880–81. rege és rajz), Képes Családi Lapok (1884–85. elbeszélések), Pesti Hírlap (1885, 180. sz. A műtermekben), Budapesti Hírlap (1887, 253. sz. Spanyol ponyvairodalom: A magyar király leánya stb.).
Andor Pál név alatt 1864. május 25-én a pesti Nemzeti Színházban adták először Az uram nem szeret című egyfelvonásos vígjátékát és A nők hibája című, szintén egyfelvonásos vígjátékát.
Arcképe megjelent a Magyar írónők arczképcsarnoka c. műlapon, melyet Grimm Rezső rajzolt kőre és a Pollák-testvérek nyomtattak 1862-ben Pesten.

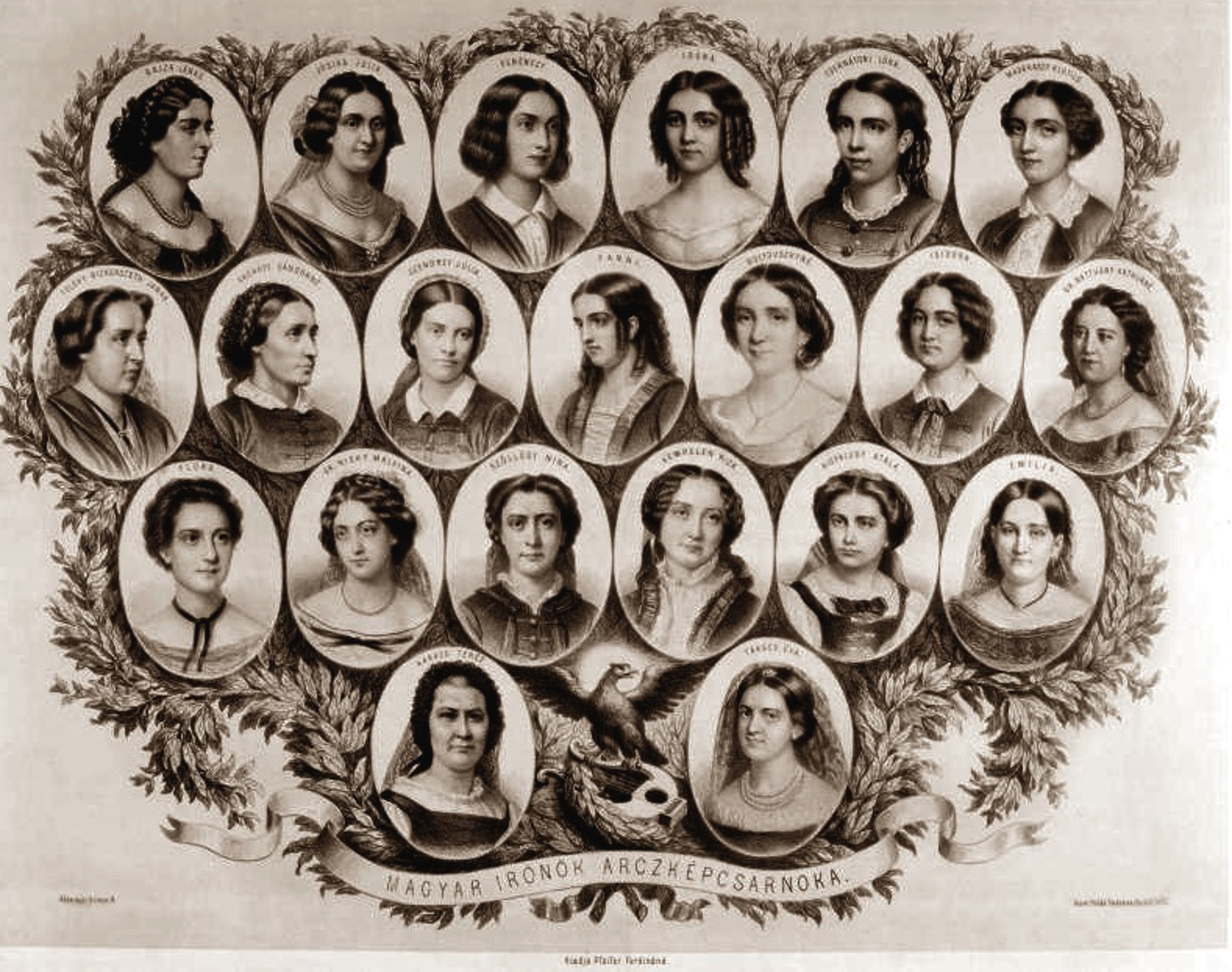
Magyar írónők arczképcsarnoka. Majthényi Flóra arcképe a harmadik sor elején látható.

## Művei
- Flóra 50 költeménye (Pest, 1858)
- Flóra dalai (1860)
- Jó gyermekek könyve (1866)
- Elegiák kis fiamhoz (1868)
- Majthényi Flóra újabb költeményei
- Adorationes (Sevilla, 1890)